# Géomorphologie : relief, processus, environnement
Géomorphologie : relief, processus, environnement est une revue scientifique succédant à la Revue de géomorphologie dynamique. 
Elle publie les acquis scientifiques du domaine de la géomorphologie, dans son acception la plus large : formes du relief à toutes les échelles, modelés, processus de toutes natures. Elle accueille les contributions qui étudient les relations entre la géomorphologie et les disciplines voisines : géographie physique, géographie humaine, archéologie, écologie, sciences de la Terre et des planètes ainsi que celles qui s’intéressent à l’environnement naturel. 
Géomorphologie : relief, processus, environnement est une revue dont les numéros de plus de deux ans sont en accès libre sur le portail OpenEdition Journals.